# Käärijä
Jere Mikael Pöyhönen (Helsinki, 21. listopada 1993.), profesionalno poznat kao Käärijä (Kerije) - finski je reper, pjevač i tekstopisac.
Godine 2020. objavio je svoj debi album „Fantastista”. Predstavljao je Finsku na natjecanju za pjesmu Eurovizije 2023. s „Cha Cha Cha” i plasirao se na drugo mjesto u finalu.

## Životopis
Käärijä je odrastao u četvrti Ruskeasanta u Vantai u Helsinkiju. Svoju strast prema glazbi otkrio je dok je učio svirati bubnjeve, a glazbom se počeo baviti 2014. Njegovo umjetničko ime dolazi iz šale s prijateljima o kockanju, što je često tema njegove glazbe.
Samostalno objavljuje svoju glazbu do 2017., kada je potpisao za Monsp Records. Nakon toga izdaje dupli singl „Koppi tules/Nou roblem”. Sljedeće godine objavio je EP pod nazivom „Peliä”. Godine 2020. objavljen je njegov debi album „Fantastista”.
Dana 11. siječnja 2023. Käärijä je najavljen kao jedan od sedam sudionika „Uuden Musiikin Kilpailu” 2023., finskog nacionalnog finala za Pjesmu Eurovizije 2023. Njegova pjesma "Cha Cha Cha" napisana je u suradnji s Alexijem Nurmijem i Johannesom Naukarinenom, a objavljena je 18. siječnja 2023. Završio je na prvom mjestu natjecanja s ukupno 539 bodova (467 bodova televotinga i 72 boda žirija), čime je postao predstavnik Finske na Pjesmi Eurovizije 2023. i plasirao se na drugo mjesto u finalu. Postao je prepoznatljiv po kostimu od crnih kožnih hlača i zelenih rukava. 
Pjesma "Cha Cha Cha"  bila je na vrhu glazbenih ljestvica u Finskoj, Švedskoj, Latviji i Litvi te je dosegla top deset u trinaest drugih zemalja, postavši prva pjesma na finskom koja je dospjela među prvih deset UK Singles Chart-a.
Pjesma "Cha Cha Cha" izvedena je i u showu Tvoje lice zvuči poznato 8 (Hrvatska) u izvedbi Farisa Pinje.
Käärijä je govorio o tome da boluje od ulceroznog kolitisa (upalna bolest crijeva) od svojih tinejdžerskih godina, što je kulminiralo hitnom operacijom uklanjanja crijeva 2014. Ožiljak od stome koju je morao koristiti pet mjeseci nakon toga, još uvijek je vidljiv na donjem dijelu njegovog trbuha. Izjavio je da želi biti otvoren o svom iskustvu s bolešću, kako bi potaknuo druge da idu na pregled ako imaju probleme s crijevima.
Baby Lasagna i Käärijä pojavili su se u velikom finalu Pjesme Eurovizije 2025. kao izvođači u pauzi. Izveli su kombinaciju svojih pjesama u onome što je Laura Molloy iz NME-a opisala kao „sukob nalik videoigri”, prije nego što su prvi put izveli „#eurodab”.